# Джонсон, Сара Стюарт
Сара Стюарт Джонсон (Sarah Stewart Johnson) — американский планетолог и геохимик. Доктор философии (2008), заслуженный адъюнкт-профессор Джорджтаунского университета, заведующая лабораторией биосигнатур. Отмечена Phi Beta Kappa Award in Science (2021) и Whiting Award (2021).
Родилась в Кентукки и выросла в Лексингтоне; есть сестра. Уже в раннем возрасте увлеклась Марсом.
Окончила Университет Вашингтона в Сент-Луисе (бакалавр математики и экологии), училась у Raymond Arvidson.
Являлась стипендиатом Родса, получила степени бакалавра Philosophy, politics and economics и магистра биологии в Оксфорде. Степень доктора философии по планетологии получила в Массачусетском технологическом институте — под началом М. Зубер. Затем состояла младшим фелло Harvard Society of Fellows.
Ныне заслуженный адъюнкт-профессор (Provost’s Distinguished Associate Professor) Джорджтаунского университета, прежде его ассистент-профессор.
Также с 2016 г. является приглашенным ученым лаборатории планетарных сред Центра космических полётов Годдарда НАСА.
Участница полевых исследований.
Отмечена Desert Writers Award (2013).
Публиковалась в New Yorker, New York Times, Los Angeles Times, Harvard Review, Best American Science, Nature Writing.
Её книга The Sirens of Mars (2020) стала Выбором редактора New York Times и вошла в список ста выдающихся книг 2020 года по версии той же газеты.
Автор работ в Life, Astrobiology, Scientific Reports, Frontiers in Ecology and Evolution.
Мать двоих детей.